# VV La Haya
La Real Asociación de Críquet y Fútbol de La Haya (en neerlandés, Koninklijke Haagsche Cricket & Voetbal Vereeniging; HCVV), conocida simplemente como Kon. HC&VV y comúnmente como Koninklijke, es un club deportivo de la ciudad de La Haya, en los Países Bajos, y que cuenta con más de 1.700 miembros.
Está subdividida en dos secciones deportivas: críquet (Haagsche Cricketclub; HCC) y fútbol (Haagsche Voetbal Vereniging; HVV). Las dos secciones deportivas juegan desde 1898 en el parque deportivo De Diepput, con capacidad para 1.200 personas en las afueras de la finca de Clingendael, en La Haya.
La asociación es el club polideportivo más antiguo de los Países Bajos, solo por detrás del Koninklijke Deventer Cricket en Football Club Utile Dulci, en Deventer, mientras que el Haagsche Voetbal Vereniging (HVV) es uno de los diez clubes de fútbol más antiguos del país. A principios del siglo XX, el HVV vivió su época dorada y ganó el título nacional diez veces. Por ello, el club sigue jugando con una estrella de oro en la camiseta hasta el día de hoy y solo tiene el privilegio de lucirla junto con Ajax de Ámsterdam, Feyenoord de Róterdam y PSV de Eindhoven.
Con motivo del centenario de fundación, la reina Juliana otorgó la designación real a la asociación en 1978. Se hizo referencia al importante papel que tuvo en la fundación de la Real Asociación Neerlandesa de Fútbol (KNVB) y la Real Asociación Neerlandesa de Críquet (KNCB).

## Historia
La Real Asociación de Críquet y Fútbol de La Haya (HCVV) inició sus actividades como un club de críquet de La Haya en mayo de 1878, denominado Haagsche Cricketclub. En 1881, el club de críquet Olympia, también activo en La Haya, se fusionaría posteriormente con el Haagsche Cricketclub. El club comenzaría a adentrarse en el fútbol en 1883. Los colores originales del club son el rojo y el blanco. Estos colores todavía son visibles en el exterior de la casa club y algunos vestuarios.
En los años posteriores a 1878 se produjeron varias fusiones entre las distintas asociaciones. El resultado final fue el Club de Críquet y Fútbol de La Haya en 1893, con dos asociaciones separadas, pero estrechamente relacionadas: el Haagsche Cricketclub (HCC) y el Haagsche Voetbal Vereniging (HVV). El amarillo y el negro se convirtieron en los colores oficiales del club, en ese momento los colores del municipio de La Haya.
En Malieveld, un gran campo de césped en el centro de la ciudad de La Haya, los clubes de críquet y de fútbol celebran sus primeros campeonatos. Durante ese período también fueron uno de los iniciadores de la fundación de la Real Asociación Neerlandesa de Críquet (KNCB) en 1884 y la Real Asociación Neerlandesa de Fútbol (KNVB) en 1889. Gracias a los méritos de la asociación para el mundo deportivo neerlandés, la reina Juliana de los Países Bajos otorgó la designación real al Club de Críquet y Fútbol de La Haya a razón del centenario del club de fútbol en 1978.
En 1898 se prohibieron tanto el críquet como el fútbol en Malieveld. Tiempo después, el barón Van Brienen permitiría que los jugadores de críquet y fútbol alquilasen parte de su finca en Clingendael, con la condición de que no pueda ver a los futbolistas. El primer campo se ubicaría allí, en la parte trasera de De Diepput.
El terreno de aproximadamente 35 000 m2 y los edificios son propiedad de la asociación desde 1947, lo que puede considerarse una característica especial en los Países Bajos. En 1998, la asociación celebró cien años jugando en De Diepput. En 2004, la asociación dio otro paso histórico al poner en funcionamiento dos nuevos campos de césped artificial autofinanciados.
En 1975, se añadió a la asociación una tercera sección: la Haagsche Tennis Vereniging (HTV), que finalizó sus actividades en 2012. Después de la construcción de un nuevo complejo para la práctica de squash, en 1978 se fundaría la Haagsche Squash Vereniging De Diepput (HSV De Diepput), pero en 2023 esta sección se independizaría.

## Secciones deportivas

### Secciones actuales

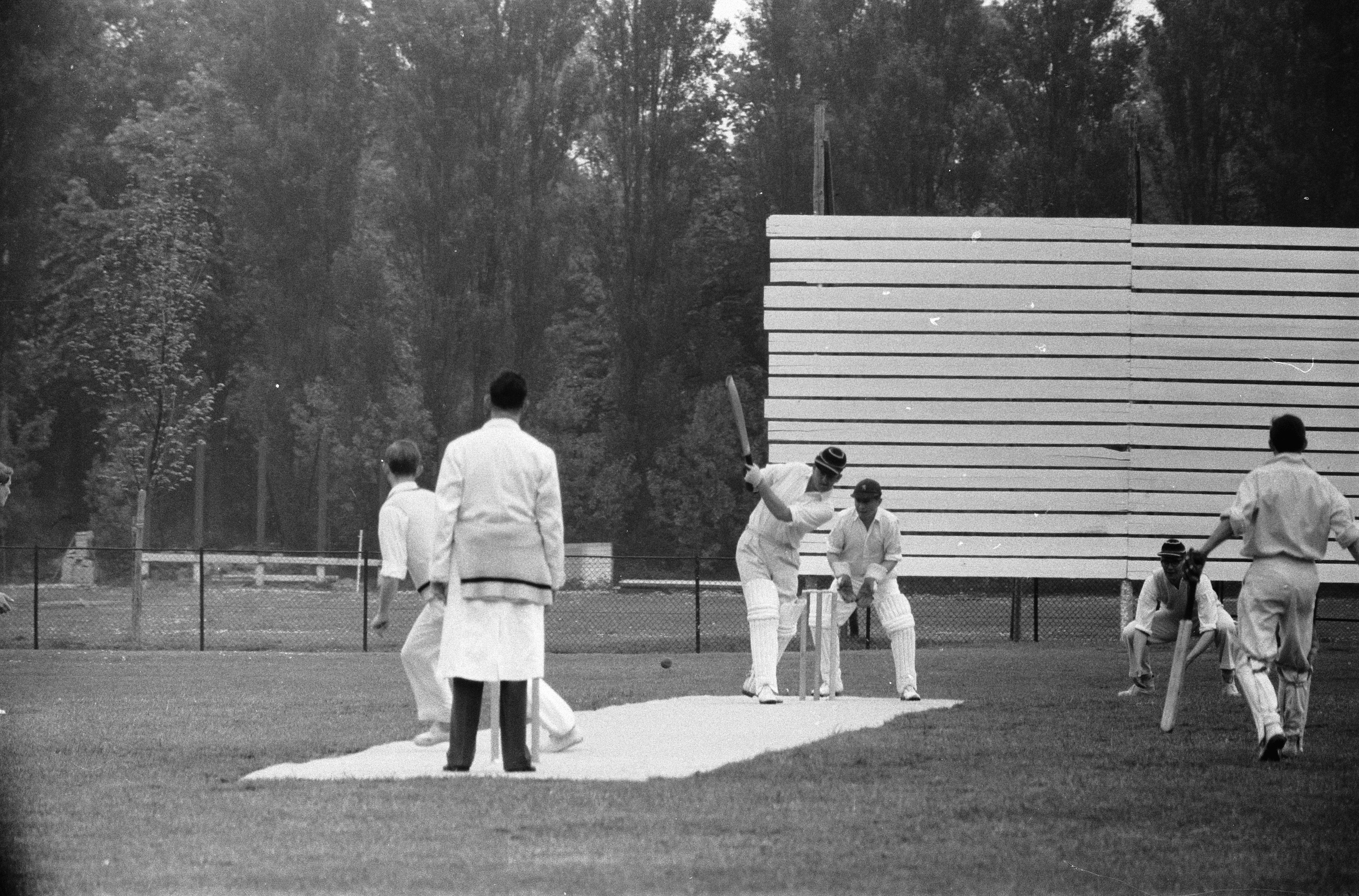
HCC II contra club Rood en Wit (1960).

#### Sección de críquet

##### Haagsche Cricketclub – HCC
El Haagsche Cricketclub (HCC) es un club de críquet neerlandés fundado en mayo de 1878. En el último cuarto del siglo XIX, además del Haagsche Cricketclub, existía otro club de críquet en La Haya, el Olympia. Sin embargo, el 7 de octubre de 1893 se produjo la fusión entre ambos clubes.
Tras la Primera Guerra Mundial, el Haagsche Cricketclub nuevamente experimentaría un prolongado período de fuerza mayor. Entre 1955 y 1968, tanto el primer equipo como el segundo equipo del Haagsche Cricketclub ganaron juntos doce de los catorce títulos nacionales.
En 2020, el Haagsche Cricketclub se proclamó campeón nacional, en la categoría superior. el Haagsche Cricketclub se proclamaría campeón nacional por última vez en 2022, siendo este su cuadragésimo noveno (49.no) título nacional.

El primer equipo del Haagsche Cricketclub (HCC I) juega en la Topklasse, la primera división neerlandesa de críquet, y el segundo equipo (HCC II) en la Hoofdklasse, que es la segunda división. Como asociación deportiva, es uno de los pilares del críquet neerlandés, con una de las academias juveniles más grandes de los Países Bajos, así como varios equipos sénior, y un importante proveedor de jugadores para la selección nacional de críquet neerlandesa.

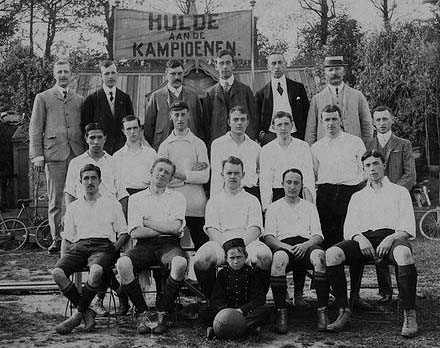
HVV, campeón en 1906-1907.

#### Sección de fútbol

##### Haagsche Voetbal Vereniging – HVV
El Haagsche Voetbal Vereniging (HVV), llamado simplemente HVV Den Haag, y en español ocasionalmente llamado HVV La Haya, es un club de fútbol fundado en 1883, lo que lo convierte en uno de los clubes de fútbol más antiguos de los Países Bajos. Rápidamente tuvo éxito, siendo el club de fútbol neerlandés de mayor éxito antes de la Primera Guerra Mundial. Dos de sus jugadores ganaron medallas de bronce con la selección neerlandesa en el torneo de fútbol de los Juegos Olímpicos de 1912.
Entre 1900 y 1903 HVV La Haya ganó cuatro campeonatos nacionales seguidos. Un logro que solo el PSV Eindhoven y el Ajax de Ámsterdam han podido igualar. En 1914, se proclamaría campeón por décima y última vez.
El HVV La Haya se mantuvo firme hasta 1932 entre clubes como Ajax de Ámsterdam y Feyenoord de Róterdam. Sin embargo, a medida que el fútbol comenzaba a volverse más popular, el club tuvo que conformarse con un papel cada vez más secundario. En 1954, cuando se introdujo el fútbol profesional, la club optó por la categoría de aficionados. El resultado es que, a pesar de algunos resurgimientos, HVV La Haya se está hundiendo gradualmente en las zonas más bajas del fútbol de aficionados.  Posteriormente fue reemplazado como club líder de La Haya por el HBS Craeyenhout, y luego por el ADO La Haya. El primer equipo del HVV La Haya (HVV I) compite actualmente los sábados en la Segunda División.
En 2007, el gol de la victoria en el último minuto contra el Vitesse Arnhem adquirió un valor extra cuando se supo que los clubes con diez o más campeonatos nacionales podían portar una estrella de oro encima de su escudo en sus camisetas. Además del Ajax, el PSV y el Feyenoord, el HVV La Haya es el único club de fútbol de aficionados que también tiene una estrella de oro en su camiseta.

### Secciones desaparecidas

#### Sección de tenis

##### Haagsche Tennis Vereniging – HTV (1975-2012)
La Haagsche Tennis Vereniging (HTV) fue un club de tenis fundado en 1975 y que contaba con seiscientos miembros a principios de siglo. Sin embargo, en el verano de 2012, la junta directiva de la Real Asociación de Críquet y Fútbol de La Haya decidió poner fin a sus actividades. Posteriormente se fundaría un nuevo club de tenis, el Tennisclub WW. Este nuevo club tiene aproximadamente 440 miembros y juega en la primera división de tenis.
El Tennisclub WW tiene su sede en Van Hogenhoucklaan, Benoordenhout, La Haya. Y sus miembros juegan en el Tennispark WW, un parque deportivo que cuenta con doce canchas de arcilla y dos canchas duras cubiertas.

#### Sección desquash

##### Haagsche Squash Vereniging De Diepput – HSV De Diepput (1978-2023)
El Haagsche Squash Rackets Club (HSRC) es un club de squash fundado en 1978 y convirtiéndose en la cuarta y última sección de la Real Asociación de Críquet y Fútbol de La Haya. Fue fundado como Haagsche Squash Vereniging De Diepput (HSV De Diepput), pero en 2005 la sección se fusionaría con el Haagsche Squash Rackets Club (HSRC), y competiría desde ese año bajo el nombre de HSRC De Diepput.
El 1 de julio de 2023, el HSRC De Diepput se volvió una sección independiente, desligándose de la Asociación. Actualmente compite bajo el nombre de Haagsche Squash Rackets Club (HSRC). Sin embargo, los jugadores de squash seguirán jugando en el lugar actual durante la temporada 2023-24 y el Haagsche Squash Rackets Club será inquilino de la Real Asociación de Críquet y Fútbol de La Haya.

## Palmarés

### Fútbol
En mayo de 2007, la Real Asociación Neerlandesa de Fútbol aprobó que los equipos que hayan ganado diez o más ligas lleven una estrella de oro encima de su escudo en sus camisetas. El Haagsche Voetbal Vereniging es uno de los cuatro clubes de fútbol neerlandeses que pueden portar una estrella, junto al Ajax de Ámsterdam, el Feyenoord de Róterdam y PSV de Eindhoven, tres excampeones de Europa. La primera camiseta estampada con la estrella de oro se vendió en una subasta el 24 de noviembre de 2007 para marcar la apertura del nuevo local social del club.
| Nacional      |     |                                                            |
| Eredivisie    | 10× | 1891, 1896, 1900, 1901, 1902, 1903, 1905, 1907, 1910, 1914 |
| Copa          | 1×  | 1903                                                       |
| Regional      |     |                                                            |
| Zilveren Bal  | 9×  | 1901, 1902, 1903, 1906, 1920, 1947, 1956, 1973, 1981       |
| Distrital     |     |                                                            |
| Tweede Klasse | 6×  | 1933, 1935, 1936, 1943, 1944, 1949                         |

### Críquet
El Haagsche Cricketclub es el equipo de críquet de mayor éxito en la historia de los Países Bajos. Ganó el primer campeonato nacional no oficial en 1884. Su primer equipo sigue estando en la primera división. Fue tan dominante después de la Primera Guerra Mundial que a su filial se le permitió subir a la primera división en 1925. Al año siguiente estos dos equipos compartieron el título nacional, y el filial ganó rotundamente en varias ocasiones.
| Nacional  |        | |
| Topklasse | HCC I  | 1884, 1885, 1886, 1895, 1899, 1901, 1903, 1906, 1912, 1916, 1917, 1919, 1920, 1921, 1922, 1923, 1925, 1926 (compartido); 1927, 1931, 1933, 1934, 1936, 1940; 1941, 1947, 1956, 1957, 1958, 1959, 1960, 1963, 1964, 1966, 1967, 1968, 1972, 1976, 1985, 2008 |
| Topklasse | HCC II | 1926 (compartido); 1928, 1929, 1930, 1932, 1935, 1955, 1961, 1973 |

## Instalación
De Diepput es un parque deportivo inaugurado en 1899, y que desde entonces sirve como sede del club de fútbol Haagsche Voetbal Vereniging (HVV) y del club de críquet Haagsche Cricketclub (HCC), ambos secciones deportivas de la Real Asociación de Críquet y Fútbol de La Haya (HCVV). También fue dos veces la sede de la selección masculina de fútbol de los Países Bajos.